# Lista de personalidades do WWE SmackDown
Esta é uma lista de personalidades do SmackDown, programa de televisão da promoção de luta livre profissional WWE. As personalidades televisivas incluem os próprios lutadores, anunciadores de ringue, comentadores e figuras de autoridade. O show também tem segmentos recorrentes apresentados por várias personalidades.

## Figuras de autoridade
| Figura de autoridade      | Posição                     | Início                                                           | Fim                                                            | Notas |
| ------------------------- | --------------------------- | ---------------------------------------------------------------- | -------------------------------------------------------------- | --- |
| Mr. McMahon               | Dono, presidente e CEO      | 8 de novembro de 2001                                            | 22 de julho de 2022                                            | McMahon atribuiu novos gerentes gerais para o Raw e SmackDown depois que Ric Flair perdeu sua posição no Raw . Stacy Keibler serviu como "assistente pessoal" de acordo com termos de McMahon. |
| Stephanie McMahon         | Gerente geral               | 18 de julho de 2002                                              | 19 de outubro de 2003                                          | Perdeu sua posição depois de uma "I Quit" match contra Mr. McMahon no No Mercy. |
| Paul Heyman               | Gerente geral               | 23 de outubro de 2003                                            | 22 de março de 2004                                            | Resignou depois de ser transferido para o Raw. |
| Kurt Angle                | Gerente geral               | 25 de março de 2004                                              | 22 de julho de 2004                                            | Voltou para a lista lutar quando não precisou mais usar cadeira de rodas. |
| Teddy Long                | Gerente geral               | 29 de julho de 2004 10 de abril de 2009                          | 21 de setembro de 2007 1 de abril de 2012                      | Deixou a posição depois de complicações de saúde. Serviu como "gerente geral assistente" de novembro de 2007 a maio de 2008. Long foi transferido da ECW para o SmackDown. Perdeu a posição para John Laurinaitis como resultado de uma luta de equipes no WrestleMania XXVIII. |
| Vickie Guerrero           | Gerente geral               | 28 de setembro de 2007 21 de janeiro de 2011 19 de julho de 2013 | 6 de abril de 2009 18 de fevereiro de 2011 23 de junho de 2014 | Serviu como "gerente geral assistente" de maio a setembro de 2007. Optou por assumir plenamente a posição no Raw e renunciou ao cargo de gerente geral do SmackDown. Assumiu no lugar do Teddy Long, que estava lesionado. Anunciada como nova gerente geral do SmackDown em 19 de julho de 2013 por Mr. McMahon; perdeu sua posição no Raw de 23 de julho de 2014 em uma luta contra Stephanie McMahon. |
| Triple H                  | COO                         | 2011                                                             | 2016                                                           | |
| John Laurinaitis          | Gerente geral               | 2 de abril de 2012                                               | 17 de junho de 2012                                            | Ganhou a posição em uma luta de equipes no WrestleMania XXVIII. Demitido no No Way Out por Mr. McMahon depois que Big Show (seu representante) perdeu uma luta em uma jaula de aço contra John Cena. |
| Gerentes gerais interinos | Gerente geral convidado     | 22 de junho de 2012                                              | 20 de julho de 2012                                            | Depois da demissão de Laurinaitis, o Conselho de Administração convidou antigos gerentes gerais e comissários para comandar o SmackDown até que um novo gerente geral permanente fosse anunciado. |
| Booker T                  | Gerente geral               | 3 de agosto de 2012                                              | 12 de julho de 2013                                            | Mr. McMahon anunciou Booker T como novo gerente geral do SmackDown. |
| Teddy Long                | Consultor sênior            | 3 de agosto de 2012                                              | 12 de julho de 2013                                            | Foi nomeado conselheiro de Booker T depois que ele pediu a ajuda dele. Atuou como gerente geral durante a lesão de Booker. |
| Eve Torres                | Assistente de gerente geral | 17 de agosto de 2012                                             | 14 de janeiro de 2013                                          | Ganhou a posição em uma luta contra Kaitlyn. Deixou a posição depois que ela se demitiu da WWE. |
| Kane                      | Diretor de Operações        | 4 de novembro de 2013                                            | 23 de novembro de 2014                                         | Perdeu a posição após a The Authority ser derrotada no Survivor Series. |
| Shane McMahon             | Comissário                  | 11 de julho de 2016                                              | 4 de outubro de 2019                                           | Foi nomeado comissário do SmackDown por Vince McMahon. |
| Daniel Bryan              | Gerente geral               | 18 de julho de 2016                                              | 10 de abril de 2018                                            | Shane atribuiu Bryan como seu gerente geral. |
| Paige                     | Gerente geral               | 10 de abril de 2018                                              | 18 de dezembro de 2018                                         | Shane nomeou Paige como gerente geral após se aposentar como lutadora e renuncia de Daniel Bryan. |
| Nick Aldis                | Gerente Geral               | 13 de outubro de 2023                                            | presente                                                       | Foi nomeado Gerente geral do SmackDown por Triple H |

## Comentaristas
| Comentaristas                                                        | Datas |
| -------------------------------------------------------------------- | --- |
| Michael Cole e Jim Cornette                                          | 29 de Abril de 1999 (piloto) |
| Jim Ross e Jerry Lawler                                              | 26 de Agosto de 1999 (estreia) |
| Michael Cole e Jerry Lawler                                          | 2 de Setembro de 1999 - Fevereiro de 2001 Novembro de 2001 - Março de 2002 |
| Michael Cole e Tazz                                                  | Fevereiro de 2001 - Junho de 2001 Agosto de 2001 - Outubro de 2001 Março de 2002 - Junho de 2006 |
| Michael Cole e Jim Ross                                              | Julho de 2001 - Agosto de 2001 |
| Michael Cole e Paul Heyman                                           | Outubro de 2001 - Novembro de 2001 |
| Michael Cole e Jonathan Coachman                                     | 4 de Janeiro de 2008 - 25 de Abril 2008 |
| Michael Cole e Mick Foley                                            | 2 de Maio de 2008 - 16 de Junho 2008 |
| Jim Ross e Mick Foley                                                | 23 de Junho de 2008 - 1 de Agosto de 2008 |
| Jim Ross e Tazz                                                      | 8 de Agosto de 2008 - 3 de Abril 2009 |
| Jim Ross e Todd Grisham                                              | 10 de Abril de 2009 - 23 de Outubro de 2009 |
| Todd Grisham e Matt Striker                                          | 30 de Outubro de 2009 - 24 de Setembro de 2010 |
| Todd Grisham, Michael Cole e Matt Striker                            | 1 de Outubro de 2010 - 3 de Dezembro de 2010 |
| Josh Mathews, Michael Cole e Matt Striker                            | 10 de dezembro de 2010 - 28 de janeiro de 2011 |
| Josh Mathews, Michael Cole e Booker T                                | 4 de fevereiro de 2011 – 27 de julho de 2012 |
| Josh Mathews e Michael Cole                                          | 3 de agosto de 2012 - 5 de outubro de 2012 |
| Josh Mathews e John "Bradshaw" Layfield                              | 12 de outubro de 2012 - 24 de maio de 2013 |
| Michael Cole e John "Bradshaw" Layfield                              | 16 de junho de 2006 21 de dezembro de 2007 31 de maio de 2013 - 15 de agosto de 2014 |
| Tom Phillips e Michael Cole                                          | 31 de outubro de 2014 |
| Tom Phillips, Michael Cole e John "Bradshaw" Layfield                | 22 de agosto de 2014 - 9 de janeiro de 2015 |
| Michael Cole, Jerry Lawler e Byron Saxton                            | 15 de janeiro de 2015 - 19 de março de 2015 16 de abril de 2015 |
| Tom Phillips, Jerry Lawler e Byron Saxton                            | 2 de abril de 2015 - 9 de abril de 2015 23 de abril de 2015 - 18 de junho de 2015 |
| Tom Phillips, Jerry Lawler e Jimmy Uso                               | 25 de junho de 2015 - 16 de julho de 2015 30 de julho de 2015 - 20 de agosto de 2015 |
| Tom Phillips, Byron Saxton e Jimmy Uso                               | 23 de julho de 2015 |
| Rich Brennan, Jerry Lawler e Jimmy Uso                               | 27 de agosto de 2015 - 3 de setembro de 2015 |
| Rich Brennan, Jerry Lawler e Booker T                                | 10 de setembro de 2015 - 17 de dezembro de 2015 31 de dezembro de 2015 |
| Michael Cole, Jerry Lawler e Booker T                                | 22 de dezembro de 2015 |
| Mauro Ranallo, Jerry Lawler e Byron Saxton                           | 7 de janeiro de 2016 – 16 de junho de 2016 7 de julho de 2016 – 19 de julho de 2016 |
| Mauro Ranallo e Jerry Lawler                                         | 31 de março de 2016 |
| Mauro Ranallo, Byron Saxton e David Otunga                           | 23 de junho de 2016 – 30 de junho de 2016 |
| Mauro Ranallo, John "Bradshaw" Layfield e David Otunga               | 26 de julho de 2016 – 1 de novembro de 2016 |
| Mauro Ranallo, John "Bradshaw" Layfield, David Otunga e Tom Phillips | 8 de novembro de 2016 – 7 de Março de 2017 |
| Tom Phillips e John ''Bradshaw'' Layfield                            | 14 de Março de 2017 |
| Tom Phillips, John ''Bradshaw'' Layfield e David Otunga              | 21 de Março de 2017 - 4 de Abril de 2017 |
| Tom Phillips, John ''Bradshaw'' Layfield e Byron Saxton              | 11 de Abril de 2017 - 29 de Agosto de 2017 |
| Tom Phillips, Corey Graves e Byron Saxton                            | 5 de Setembro de 2017 – 10 de Outubro de 2017 31 de Outubro de 2017 – 11 de Dezembro de 2018 25 de Dezembro de 2018 – 16 de Julho de 2019 30 de Julho de 2019 – 13 de Agosto de 2019 27 de Agosto de 2019 – 24 de Setembro de 2019 |
| Michael Cole, Corey Graves e Byron Saxton                            | 17 de Outubro de 2017 – 24 de Outubro de 2017 |
| Tom Phillips, Corey Graves e David Otunga                            | 18 de Dezembro de 2018 |
| Tom Phillips, David Otunga, Big E e Xavier Woods                     | 23 de Julho de 2019 |
| Tom Phillips, Michael Cole e David Otunga                            | 23 de Julho de 2019 |
| Tom Phillips, Byron Saxton e David Otunga                            | 20 de Agosto de 2019 |
| Michael Cole e Corey Graves                                          | 4 de Outubro de 2019 – 6 de Março de 2020 10 de Abril de 2020 – 9 de Abril 2021 3 de Setembro de 2021 11 de Fevereiro de 2022 – 18 de Fevereiro de 2022 8 de Julho 2022 9 de Setembro de 2022 – 30 de Setembro 2022                |
| Tom Phillips, Renee Young e Aiden English                            | 1 de Novembro de 2019 |
| Tom Phillips, Renee Young e Pat McAfee                               | 1 de Novembro de 2019 |
| Michael Cole e Triple H                                              | 13 de Março de 2020 |
| Michael Cole                                                         | 20 de Março de 2020 – 3 de Abril de 2020 |
| Michael Cole e Pat Mccafe                                            | 16 de Abril de 2021 – 20 de Agosto de 2021 10 de Setembro de 2021 - 4 de Fevereiro de 2022 25 de Fevereiro de 2022 – 1 de Julho de 2022 15 de Julho de 2022 – 2 de Setembro de 2022                                                |
| Michael Cole, Corey Graves e Kevin Owens                             | 27 de Agosto de 2021 |
| Michael Cole e Wade Barrett                                          | 6 de Outubro de 2022 – 4 de Agosto de 2023 |
| Michael Cole, Corey Graves e Kevin Patrick                           | 11 de Agosto de 2023 - atualmente |

## Anunciadores de ringue
| Anunciador(a)  | Datas | Notas |
| -------------- | --- | --- |
| Justin Roberts | 19 de setembro de 2002 23 de abril de 2003 4 de dezembro de 2003 15 de setembro de 2006 6 de abril de 2007 setembro de 2007 – outubro 2009                                                                 | Transferido para o Raw depois de Lilian Garcia deixar a WWE. Também apareceu em 10 de dezembro de 2010, 11 de março de 2011 e 16 de setembro de 2011. |
| Eden Stiles    | 15 de julho de 2011 11 de novembro de 2011 24 de outubro de 2014 – 26 de maio de 2016 | Stiles também servia como anunciadora para o WWE Superstars e substituta para ambos os shows até 22 de dezembro de 2011 quando ela deixou a WWE. Stiles se tornou anunciadora permanente do SmackDown depois que Lilian Garcia retornou para o Raw em 20 de outubro de 2014. Em 24 de maio de 2016, Eden foi liberada da WWE. |
| Josh Mathews   | 2 de janeiro de 2003 | Apenas uma noite. |
| Tony Chimel    | abril de 1999 – agosto 2007 outubro de 2009 – 2 de dezembro de 2011 2 de novembro de 2012 – 30 de novembro de 2012 5 de abril de 2013 13 de setembro de 2013 15 de novembro de 2013                        | Transferido para a ECW em agosto de 2007. Transferido de volta para o SmackDown depois da saída de Lilian Garcia. Removido em 2 de dezembro de 2011. Voltou entre 2 de novembro de 2012 a 30 de novembro de 2012 enquanto que Garcia estava em licença médica após um acidente de carro. Foi anunciador de ringue por uma noite enquanto Garcia estava no WrestleMania Axxess, com vários outros trabalhadores do SmackDown. Fez uma aparição em 13 de setembro de 2013. Fez outra aparição em 15 de novembro de 2013 para substituir Garcia. |
| Lilian Garcia  | 9 de dezembro de 2011 – 17 de outubro de 2014 5 de novembro de 2015 | Retornou à WWE para assumir a posição de Tony Chimel. Fez uma aparição em 5 de novembro de 2015. |
| JoJo           | 9 de abril de 2015 – 28 de maio de 2015 18 de junho de 2015 2 de julho de 2015 – 9 de julho de 2015 15 de outubro de 2015 10 de dezembro de 2015 5 de maio de 2016 – 12 de maio de 2016 2 de junho de 2016 | Substituiu Eden Stiles no Raw em um episódio e no SmackDown em vários episódios. Promovida a anunciadora de ringue permanente após a saída de Eden Stiles em maio de 2016. |
| Greg Hamilton  | 30 de junho de 2016 – presente | Substituiu JoJo em vários episódios. Foi promovido a anunciador permanente do Smackdown após a ida de JoJo para o Raw. |

## Segmentos recorrentes
| Segmento                     | Apresentador                            | Anos                            | Notas |
| ---------------------------- | --------------------------------------- | ------------------------------- | --- |
| Piper's Pit                  | Roddy Piper                             | 2003 2005 – 2006 2010 2012 2014 | Segmento de entrevistas. |
| $1,000,000 Tough Enough      | Al Snow                                 | 2004                            | Segmento de competição do WWE Tough Enough.                                                                                       |
| Kurt Angle Invitational      | Kurt Angle                              | 2004 – 2005                     | Luta de três minutos pela medalha de ouro de Angle. Descontinuado depois de Angle ser transferido para o Raw.                     |
| Cafe de René                 | René Duprée                             | 2004                            | Segmento de entrevistas. |
| Carlito's Cabana             | Carlito                                 | 2005 2008 – 2009                | Segmento de entrevistas. Descontinuado depois de Carlito ser transferido para o Raw.                                              |
| Peep Show                    | Christian                               | 2005 2010 – 2014                | Segmento de entrevistas. |
| Diva Search                  | The Miz                                 | 2006                            | Segmento de competição do WWE Diva Search.                                                                                        |
| Miz TV                       | The Miz                                 | 2007 2012 – presente            | Segmento de entrevistas. |
| Masterlock Challenge         | Chris Masters                           | 2007 2010 – 2011                | Desafio de submissão para quebrar a submissão Masterlock de Masters. Descontinuado depois dele ser transferido para o Raw.        |
| The Cutting Edge             | Edge                                    | 2007 – 2011 2013                | Segmento de entrevistas. Descontinuado depois de Edge se aposentar.                                                               |
| VIP Lounge                   | Montel Vontavious Porter                | 2007 – 2010                     | Segmento de entrevistas. Descontinuado depois de MVP ser liberado da WWE.                                                         |
| Khali Kiss Cam               | The Great Khali Ranjin Singh            | 2011                            | Segmento de interação com os fãs. Khali beijava mulheres na plateia. Primeira pessoa a manter o show após a mudança de programas. |
| Highlight Reel               | Chris Jericho                           | 2010 2012 2013 2016             | Segmento de entrevistas. Descontinuado depois de Jericho ser transferido para o Raw. Retornou quando Jericho voltou em 2013.      |
| Grooming Tips                | Cody Rhodes                             | 2010 – 2011                     | Cody Rhodes dá algumas dicas de vaidade. Descontinuado depois de Rhodes sofrer uma lesão facial de Rey Mysterio.                  |
| Str8 Outta Brooklyn With JTG | JTG                                     | 2010 – 2011                     | Segmento de entrevistas nos bastidores. Descontinuado depois de JTG ser transferido para o Raw.                                   |
| The Ambrose Asylum           | Dean Ambrose                            | 2016 - 2017                     | Segmento de entrevistas. |
| The King's Court             | Jerry Lawler                            | 2017                            | Segmento de entrevistas dentro de ringue.                                                                                         |
| Fashion Files                | Tyler Breeze e Fandango                 | 2017 - 2018                     | Segmento de resolvia "mistérios da moda".                                                                                         |
| Truth TV                     | R-Truth e Carmella                      | 2018 - 2019                     | Segmento de entrevistas dentro do ringue; parodia do Miz TV.                                                                      |
| Moment of Bliss              | Alexa Bliss Nikki Cross (anteriormente) | 2019 - 2020                     | Segmento de entrevistas, o primeiro segmento de entrevistas dirigido por uma mulher.                                              |
| Ding Dong, Hello             | Bayley                                  | 2021 - Presente                 | Segmento de entrevistas. |
| Happy Talk                   | Happy Corbin Madcap Moss                | 2021                            | Segmento de entrevistas. |
| The Grayson Waller Effect    | Grayson Waller Austin Theory            | 2023 - Presente                 | Segmento de entrevistas. |